# Angolese volksluchtmacht/luchtverdediging en luchtafweer
De Angolese volksluchtmacht/luchtverdediging en luchtafweer (Portugees: Força Aérea Popular de Angola/Defesa Aérea e Antiaérea, afgekort: FAPA/DAA) is de luchtmacht van Angola. Ze werd opgericht in 1976 en bestond in den beginne uit toestellen die werden achtergelaten door voormalig kolonisator Portugal. De ongeveer 7000 manschappen tellende luchtmacht bezit zo'n 170 vliegtuigen en ruim honderd helikopters. De Angolese luchtmacht is gevestigd in bases in Luanda, Belas, Luena, Kuiro, Lubango en Moçâmedes.

## Inventaris

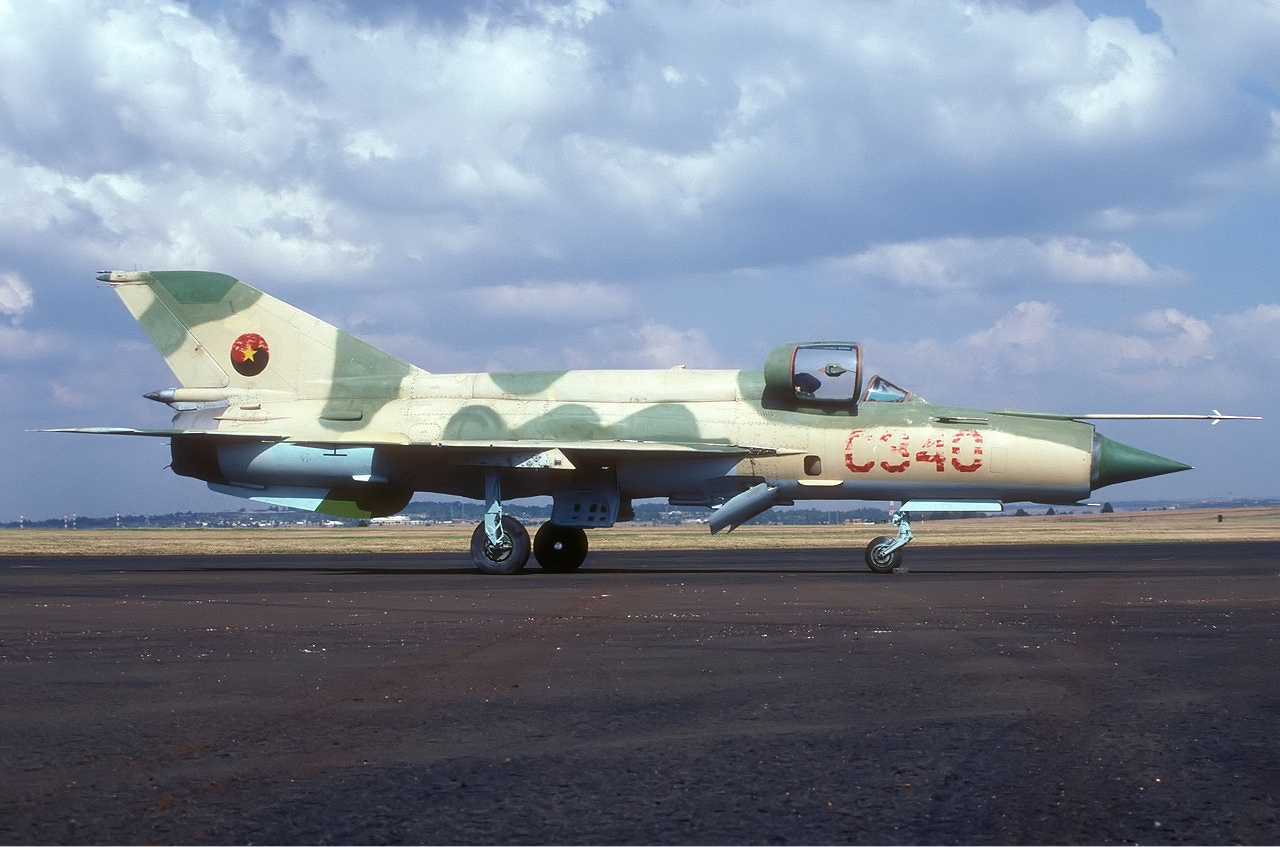
Een Angolese MiG-21bis

### Luchtvaartuigen
| Vliegtuig                    | Herkomst                 | Variant             | Rol                    | Aantal              | Opmerking                    |
| Gevechtsvliegtuigen          | Gevechtsvliegtuigen      | Gevechtsvliegtuigen | Gevechtsvliegtuigen    | Gevechtsvliegtuigen | Gevechtsvliegtuigen          |
| ---------------------------- | ------------------------ | ------------------- | ---------------------- | ------------------- | ---------------------------- |
| Mikojan-Goerevitsj MiG-21    | Sovjet-Unie              | MiG-21bis           | Straaljager            | 23                  |                              |
| Mikojan-Goerevitsj MiG-23    | Sovjet-Unie              |                     | Straaljager            | 22                  | Enkele geleverd door Belarus |
| Soechoj Soe-22               | Sovjet-Unie              |                     | Jachtbommenwerper      | 14                  | Enkele geleverd door Belarus |
| Soechoj Soe-25               | Rusland                  |                     | Aanvalsvliegtuig       | 12                  |                              |
| Soechoj Soe-30               | Rusland                  |                     | Straaljager            | 12                  |                              |
| Embraer EMB 314 Super Tucano | Brazilië                 |                     | Licht aanvalsvliegtuig | 6                   |                              |
| Maritieme verkenning         |                          |                     |                        |                     |                              |
| CASA C-212 Aviocar           | Spanje                   |                     | Maritieme verkenning   | 1                   |                              |
| CASA C295                    | Spanje                   |                     | Maritieme verkenning   | -                   | 2 besteld                    |
| Cessna Citation I            | Verenigde Staten         |                     | Maritieme verkenning   | 1                   |                              |
| Transport                    |                          |                     |                        |                     |                              |
| Antonov An-12                | Oekraïne                 |                     | Transport              | 8                   |                              |
| Antonov An-26                | Oekraïne                 |                     | Transport              | 1                   |                              |
| Antonov An-32                | Oekraïne                 |                     | Transport              | 5                   |                              |
| Antonov An-72                | Oekraïne                 |                     | Transport              | 6                   |                              |
| CASA C-212 Aviocar           | Spanje                   |                     | Transport              | 1                   |                              |
| CASA C295                    | Spanje                   |                     | Transport              | -                   | 1 besteld                    |
| Iljoesjin Il-76              | Rusland                  |                     | Transport              | 7                   |                              |
| Quest Kodiak                 | Verenigde Staten         | Kodiak 100          | Transport              | 3                   |                              |
| Xian MA60                    | China                    |                     | Transport              | 2                   |                              |
| Opleidingsvliegtuigen        |                          |                     |                        |                     |                              |
| Aero L-29 Delfín             | Tsjechië                 |                     | Opleidingsvliegtuig    | 6                   |                              |
| Aero L-39 Albatros           | Tsjechië                 |                     | Opleidingsvliegtuig    | 4                   |                              |
| Pilatus PC-7                 | Zwitserland              |                     | Opleidingsvliegtuig    | 22                  |                              |
| Pilatus PC-9                 | Zwitserland              |                     | Opleidingsvliegtuig    | 4                   |                              |
| Hongdu JL-8                  | China                    | K-8W                | Opleidingsvliegtuig    | 12                  |                              |
| Soechoj Soe-27               | Rusland                  |                     | Opleidingsvliegtuig    | 1                   |                              |
| Embraer EMB 312 Tucano       | Brazilië                 |                     | Opleidingsvliegtuig    | 12                  | Vliegtuigen gekocht van Peru |
| Helikopters                  |                          |                     |                        |                     |                              |
| Bell 212                     | Verenigde Staten/ Canada |                     | Varia                  | 9                   |                              |
| Mil Mi-8                     | Rusland                  | Mi-8/17/171         | Varia                  | 66                  |                              |
| Mil Mi-24                    | Rusland                  |                     | Aanvalshelikopter      | 15                  |                              |
| Aérospatiale Alouette III    | Frankrijk                |                     | Varia                  | 21                  |                              |
| AgustaWestland AW109         | Italië                   |                     | Varia                  | 2                   | Nog 4 besteld                |
| AgustaWestland AW139         | Italië                   |                     | Varia                  | 4                   |                              |

### Luchtverdediging[3]
| Systeem        | Herkomst    | Variant | Rol                          | Aantal |
| -------------- | ----------- | ------- | ---------------------------- | ------ |
| 2K12 Kub       | Sovjet-Unie | 2K12-ML | Korte-afstandsluchtdoelraket | 16     |
| S-125          | Sovjet-Unie | S-125M1 | Korte-afstandsluchtdoelraket | 12     |
| 9K35 Strela-10 | Sovjet-Unie |         | Korte-afstandsluchtdoelraket | 10     |
| 9K33 Osa       | Sovjet-Unie |         | Korte-afstandsluchtdoelraket | 15     |
| 9K31 Strela-1  | Sovjet-Unie |         | Korte-afstandsluchtdoelraket | 20     |